# Uładzimir Zabłocki
Uładzimir Mikałajewicz Zabłocki (biał. Уладзімір Мікалаевіч Заблоцкі, ros. Владимир Николаевич Заблоцкий, Władimir Nikołajewicz Zabłocki; ur. 17 grudnia 1939, zm. 6 sierpnia 2020 w Mińsku) – białoruski polityk; w latach 1990–1996 deputowany do Rady Najwyższej Białoruskiej SRR / Rady Najwyższej Republiki Białorusi XII kadencji; członek Opozycji BNF – frakcji parlamentarnej organizacji Białoruski Front Ludowy (biał. Biełaruski Narodny Front), o charakterze antykomunistycznym i niepodległościowym; kandydat nauk technicznych (odpowiednik polskiego stopnia doktora).

## Życiorys
Urodził się 17 grudnia 1939 roku. Ukończył Moskiewski Instytut Energetyczny, uzyskując stopień kandydata nauk technicznych (odpowiednik polskiego stopnia doktora). Pracował jako naczelnik oddziału NII Maszyn Elektroniczno-Liczących. Należał do KPZR. Pod wpływem idei białoruskiego odrodzenia narodowego przełomu lat 80. i 90. opuścił tę partię i wstąpił do Białoruskiego Frontu Ludowego.

### Działalność parlamentarna
16 maja 1990 roku został deputowanym ludowym do Rady Najwyższej Białoruskiej SRR XII kadencji (od 19 września 1991 roku – Rady Najwyższej Republiki Białorusi) z Niekrasowskiego Okręgu Wyborczego Nr 35 w mieście Mińsku. Na początku czerwca 1990 roku został wiceprzewodniczącym Grupy Deputackiej BNF (od 16 lipca pod nazwą Opozycja BNF). Pełnił funkcję przewodniczącego Czasowej Komisji Rady Najwyższej ds. Badania Faktów Wykorzystania Psychiatrii w Celach Politycznych i Represyjnych, wiceprzewodniczącego Komisji Rady Najwyższej ds. Rozwoju Przemysłu, Energetyki, Transportu, Łączności i Informatyki. Od 20 lipca 1990 roku wchodził w skład Komisji Konstytucyjnej. Był również członkiem tzw. Gabinetu Cieni Opozycji BNF. Pełnił w nim funkcję premiera.
Brał udział w opracowaniu i przyjęciu Deklaracji o Państwowej Suwerenności Białorusi oraz przygotowaniu projektów ustaw na nadzwyczajnej sesji Rady Najwyższej 24–25 sierpnia 1991 roku, w czasie której ogłoszono niepodległość Białorusi.
Współautor Koncepcji przejścia Białoruskiej SRR na gospodarkę rynkową (jesień 1990 r.), Koncepcji reformy ekonomicznej w Republice Białorusi (wiosna 1992 r.), Głównych kierunków reform dla wyjścia z kryzysu – przedwyborczej platformy ekonomicznej BFL "Odrodzenie" (wiosna 1995 r.) i szeregu projektów ustaw. Uczestnik głodówki deputowanych Opozycji BNF 11–12 kwietnia 1995 roku w Sali Owalnej parlamentu, ogłoszonej na znak protestu przeciwko zainicjowanemu przez prezydenta Łukaszenkę referendum na temat wprowadzenia języka rosyjskiego jako drugiego języka państwowego, zmiany symboli państwowych Białorusi (biało-czerwono-białej flagi i herbu Pogoni) na symbole nawiązujące do sowieckich, integracji ekonomicznej z Federacją Rosyjską i prawie prezydenta do rozwiązywania parlamentu. W nocy z 11 na 12 kwietnia został razem z innymi protestującymi wywleczony siłą z sali parlamentu przez zamaskowanych funkcjonariuszy wojska i służb specjalnych, pobity, wepchnięty do samochodu, wywieziony, a następnie wyrzucony na ulicy w centrum Mińska. W dniach 13–14 kwietnia 1995 roku uczestniczył w procesie przed Sądem Konstytucyjnym, w którym Opozycja BNF oskarżyła prezydenta Łukaszenkę o monopolizację środków masowej informacji.
W 2010 roku Zianon Pazniak opisał w swoich wspomnieniach Uładzimira Zabłockiego z początku lat 90. następująco:

Dobrze znał gospodarkę, był generatorem wielu gospodarczych idei programowych Opozycji. Człowiek solidny, ale, jak wszyscy w naszej Opozycji, wesoły i bez żadnego cwaniactwa (…) Zabłocki był (…) pierwszą naszą kandydaturą na szefa rządu w wypadku naszego zwycięstwa w wyborach w 1994 roku.

## Odznaczenia
- Medal 100-lecia Białoruskiej Republiki Ludowej – 2019[10]